# Uralo-Kawkas
Uralo-Kawkas (ukrainisch und russisch Урало-Кавказ) ist eine Siedlung städtischen Typs im Osten der ukrainischen Oblast Luhansk mit etwa 2500 Einwohnern.
Der Ort gehört administrativ zur Stadtgemeinde der 6 Kilometer südwestlich liegenden Stadt Krasnodon und bildet eine eigene Siedlungsratsgemeinde zu der auch die Ansiedlung Sachidnyj (Західний) gehört, die Oblasthauptstadt Luhansk befindet sich 42 Kilometer südwestlich des Ortes, durch das Ortsgebiet verläuft der Fluss Duwanna (Дуванна), die Grenze zu Russland (mit der Stadt Donezk) verläuft östlich des Ortes.
Uralo-Kawkas wurde 1914 als Bergarbeitersiedlung für die eine Kohlenzeche der Ural-Kaukasus Aktiengesellschaft (daher der Name des Ortes) gegründet und 1938 zur Siedlung städtischen Typs erhoben. Seit Sommer 2014 ist der Ort im Verlauf des Ukrainekrieges durch Separatisten der Volksrepublik Lugansk besetzt.
Die südlicher gelegenen früher selbstständigen Orte Werchnje Duwanne (Верхнє Дуванне) und Nyschje Duwanne (Нижнє Дуванне) wurden später der Gemeinde angeschlossen.
Der Ort ist in den 2000er Jahren zu einem Zentrum des Schmuggels und der Kriminalität geworden.